# Giro recto
El giro recto es una circunvolución del cerebro. Se encuentra en la cara orbitaria del lóbulo frontal del cerebro, entre el surco olfatorio o cisura olfativa y el borde medio.

## Galería

Animación la circunvolución recta se muestra en rojo.
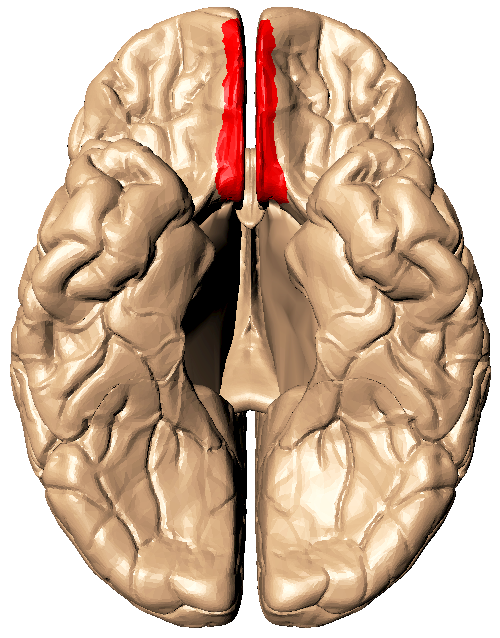
Superficie basal del del cerebro. La circunvolución recta se muestra en rojo.
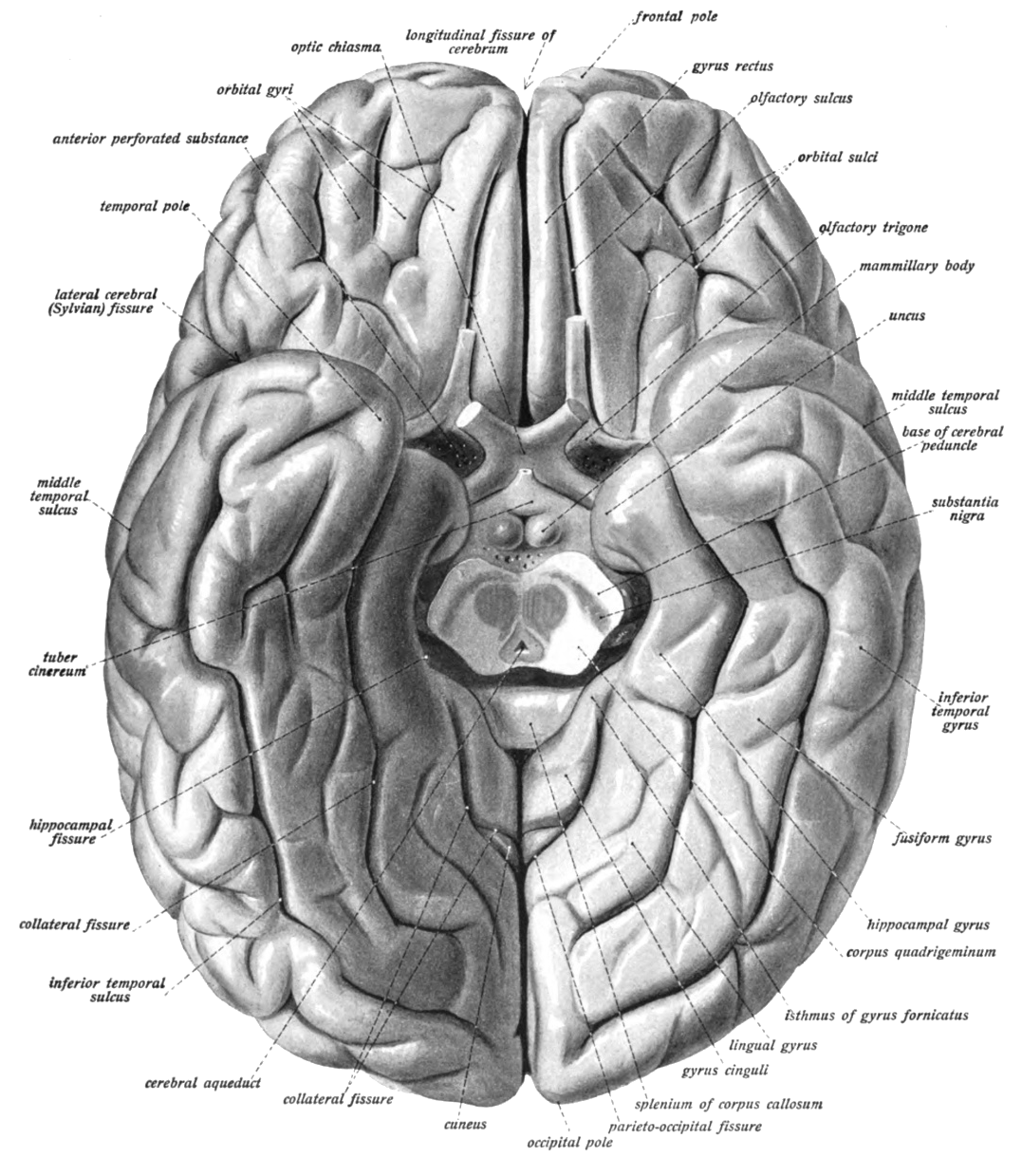
Circunvolución recta vista anteriormente en el centro.